# Хузеево
Хузеево (тат. Хуҗи) — деревня в Тукаевском районе Республики Татарстан России. Входит в состав Тлянче-Тамакского сельского поселения.

## География
Деревня находится в северо-восточной части Татарстана, в лесостепной зоне, на левом берегу реки Иныш, к северу от автодороги 16К-1545, на расстоянии примерно 23 километров (по прямой) к юго-востоку от города Набережные Челны, административного центра района. Абсолютная высота — 109 метров над уровнем моря.

### Климат
Климат характеризуются как умеренно континентальный, с продолжительной холодной зимой и коротким жарким летом. Среднегодовая температура воздуха составляет 4 °С. Средняя температура воздуха самого холодного месяца (января) — −11,4 °C; самого тёплого месяца (июля) — 19,7 °C. Безморозный период длится в течение 143 дней. Среднегодовое количество атмосферных осадков составляет 551 мм, из которых 362 мм выпадает в период с апреля по октябрь. Снежный покров держится около 152 дней.

### Часовой пояс
Деревня Хузеево, как и весь Татарстан, находится в часовой зоне МСК (московское время). Смещение применяемого времени относительно UTC составляет +3:00.

## История
Основана во 2-й половине XVIII века. До 1920-х гг. в официальных источниках упоминается как деревня Козеева (Козяева, Кузеева). В 18 - 1-й половине XIX вв. жители относились к категории государственных крестьян. Занимались земледелием, разведением скота. В начале XX века здесь функционировали мечеть, мектеб.
В «Списке населенных мест по сведениям 1870 года», изданном в 1877 году, населённый пункт упомянут как деревня Козеева (Кузеева) 5-го стана Мензелинского уезда Уфимской губернии. Располагалась при речках Куктяке и Дрюшке, между левой стороной почтового тракта из Мензелинска в Елабугу и правой — Бирско-Мамадышского, в 25 верстах от уездного города Мензелинска и в 33 верстах от становой квартиры в деревне Кузекеева (Кускеева). В деревне, в 68 дворах жили 422 человека (216 мужчин и 206 женщин, татары), были мечеть, училище.

## Население
| 1816 | 1870 | 1906 | 1920 | 1926 | 1938 | 1949 | 1958 | 1970 | 1979 | 1989 | 2002 | 2010 | 2015 |
| ---- | ---- | ---- | ---- | ---- | ---- | ---- | ---- | ---- | ---- | ---- | ---- | ---- | ---- |
| 87   | 422  | 718  | 739  | 439  | 485  | 302  | 286  | 250  | 202  | 117  | 75   | 87   | 102  |

### Национальный состав
Согласно результатам переписи 2002 года, в национальной структуре населения татары составляли 99 % из 75 чел.

## Инфраструктура
В деревне имеется начальная школа, клуб, мечеть.

## Известные уроженцы
- Ахметов Дамир Рахмиевич - комбайнер Тлянче-Тамакской МТС, Герой Социалистического Труда[5].